# Live Your Life (singel Bomfunk MC’s)
„Live Your Life” – ósmy singel fińskiego zespołu Bomfunk MC’s z gościnnym udziałem Maksa’C, który został wydany w 2001 roku. Został umieszczony na albumie Burnin’ Sneakers.

## Lista utworów
- CD singel (2002)[1]

1. „Live Your Life” (On The Edge Mix) – 3:47
2. „Live Your Life” (Original Version) – 3:49
3. „Live Your Life” (DJ Slow Remix) – 3:54
4. „Live Your Life” (Fu-Tourist Remix) – 7:07
5. „Live Your Life” (Modulation Remix) – 6:23
6. „Live Your Life” (C/L Bounce Remix) – 4:06
7. „Live Your Life” (Extended Mix) – 5:25
8. „It's All in Your Mind” – 5:34

## Notowania na listach sprzedaży
| Kraj              | Lista (2002)       | Najwyższa pozycja |
| ----------------- | ------------------ | ----------------- |
| Finlandia         | Top 20 Singles     | 1                 |
| Norwegia          | Top 20 Singles     | 4                 |
| Szwecja           | Top 60 Singles     | 6                 |
| Dania             | Tracklisten Top 20 | 14                |
| Belgia (Flandria) | Ultratop 50        | 37                |
| Niemcy            | Top 100 Singles    | 67                |